# Acachapan y Colmena 2da. Sección
Acachapan y Colmena 2da. Sección är en ort i Mexiko.   Den ligger i kommunen Centro och delstaten Tabasco, i den sydöstra delen av landet, 700 km öster om huvudstaden Mexico City. Acachapan y Colmena 2da. Sección ligger 7 meter över havet och antalet invånare är 996.
Terrängen runt Acachapan y Colmena 2da. Sección är mycket platt. Runt Acachapan y Colmena 2da. Sección är det tätbefolkat, med 427 invånare per kvadratkilometer. Närmaste större samhälle är Villahermosa, 13,0 km sydväst om Acachapan y Colmena 2da. Sección. Trakten runt Acachapan y Colmena 2da. Sección består till största delen av jordbruksmark.